# Fujifilm FinePix SL 1000
Fujifilm FinePix SL 1000 — псевдозеркальный фотоаппарат (бридж-камера) с изменяемым до 50×фокусным расстоянием, при выходе фотоаппарата в продажу — самым большим в мире среди любительских камер.

## Описание
Впервые представлен на выставке CES2013 в Лас-Вегасе.  Выпущен в продажу летом 2013 года в Европе и США, весной 2014 года в России как средний в линейке Fujifilm ультразум . Получил в целом положительную оценку на специализированных сайтах и в фотожурналах (см., например,,,). Так, сайт «Камерагуру» указывал, что 

FinePix SL1000 если и не самый мощный, то сверхуниверсальный и оптимальный по соотношению цены и возможностей компакт с большим зумом.— http://cameraguru.ru/outfit/fujifilm/fujifilm_finepix_sl1000/
.

## Примеры возможностей фотоаппарата
В галерее представлены фотографии, сделанные с максимальным увеличением.

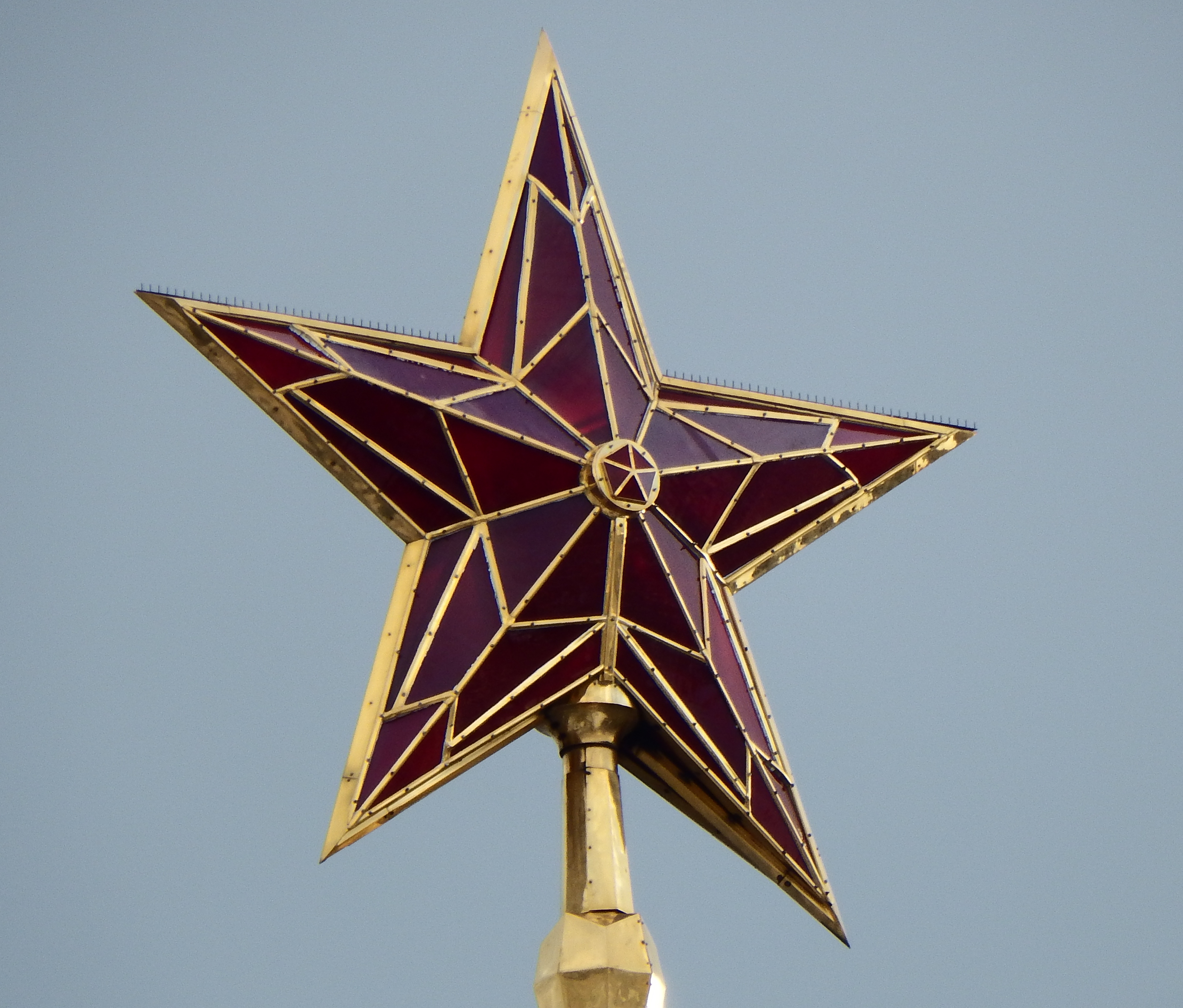
Звезда на Боровицкой башне Московского Кремля
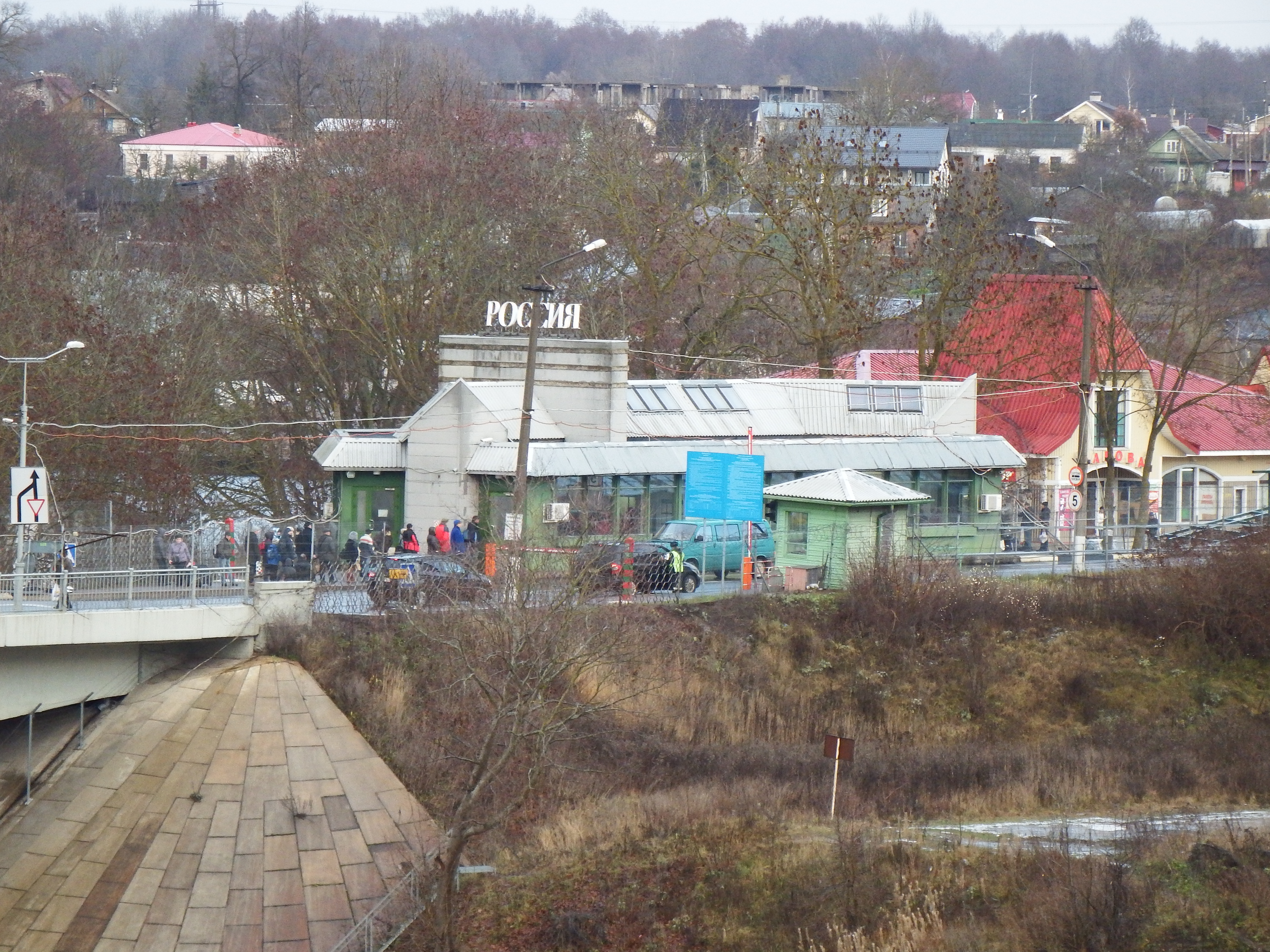
КПП Ивангород на границе России и Эстонии, вид с эстонской стороны
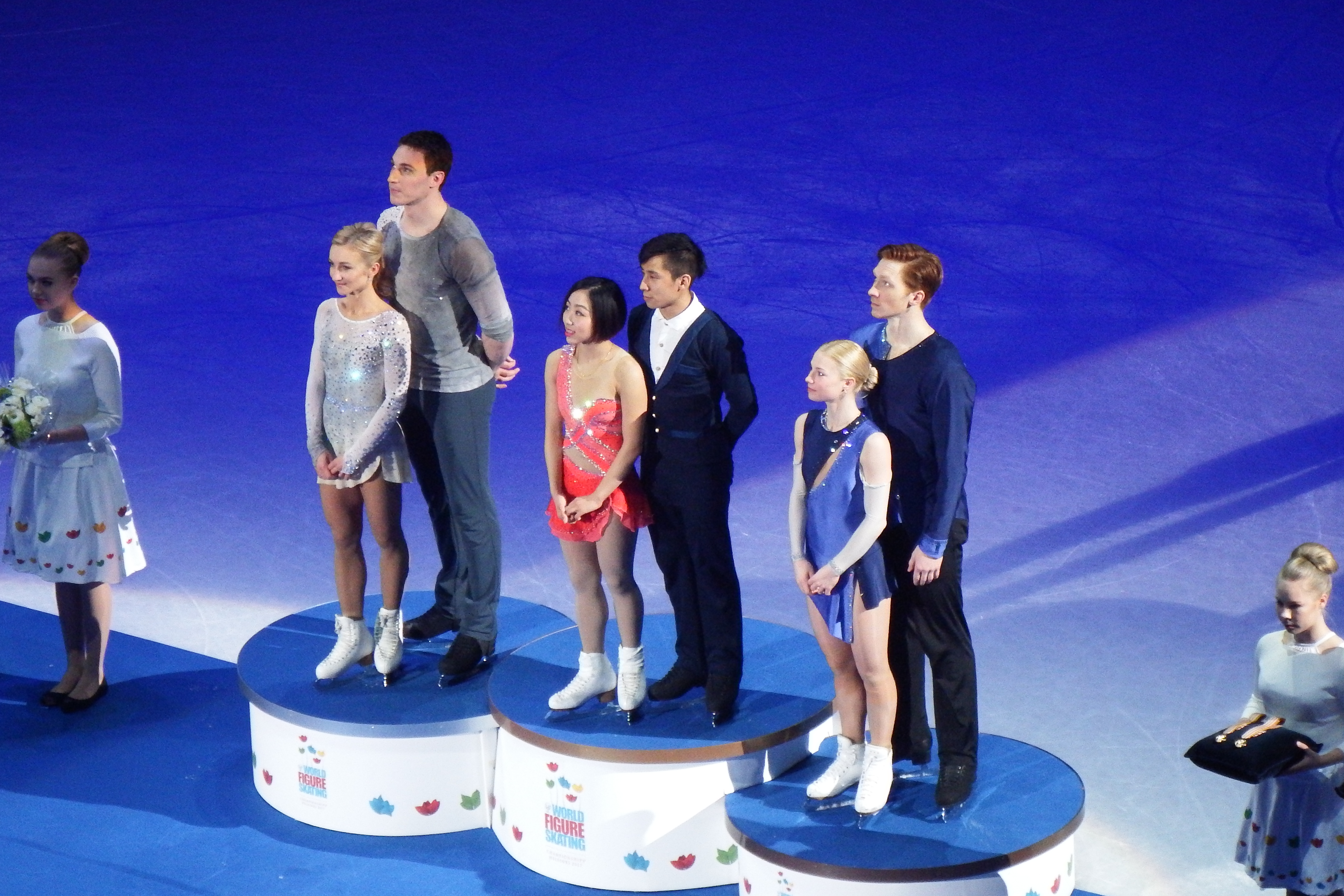
Чемпионат мира по фигурному катанию, 2017 год, Хельсинки, награждение победителей
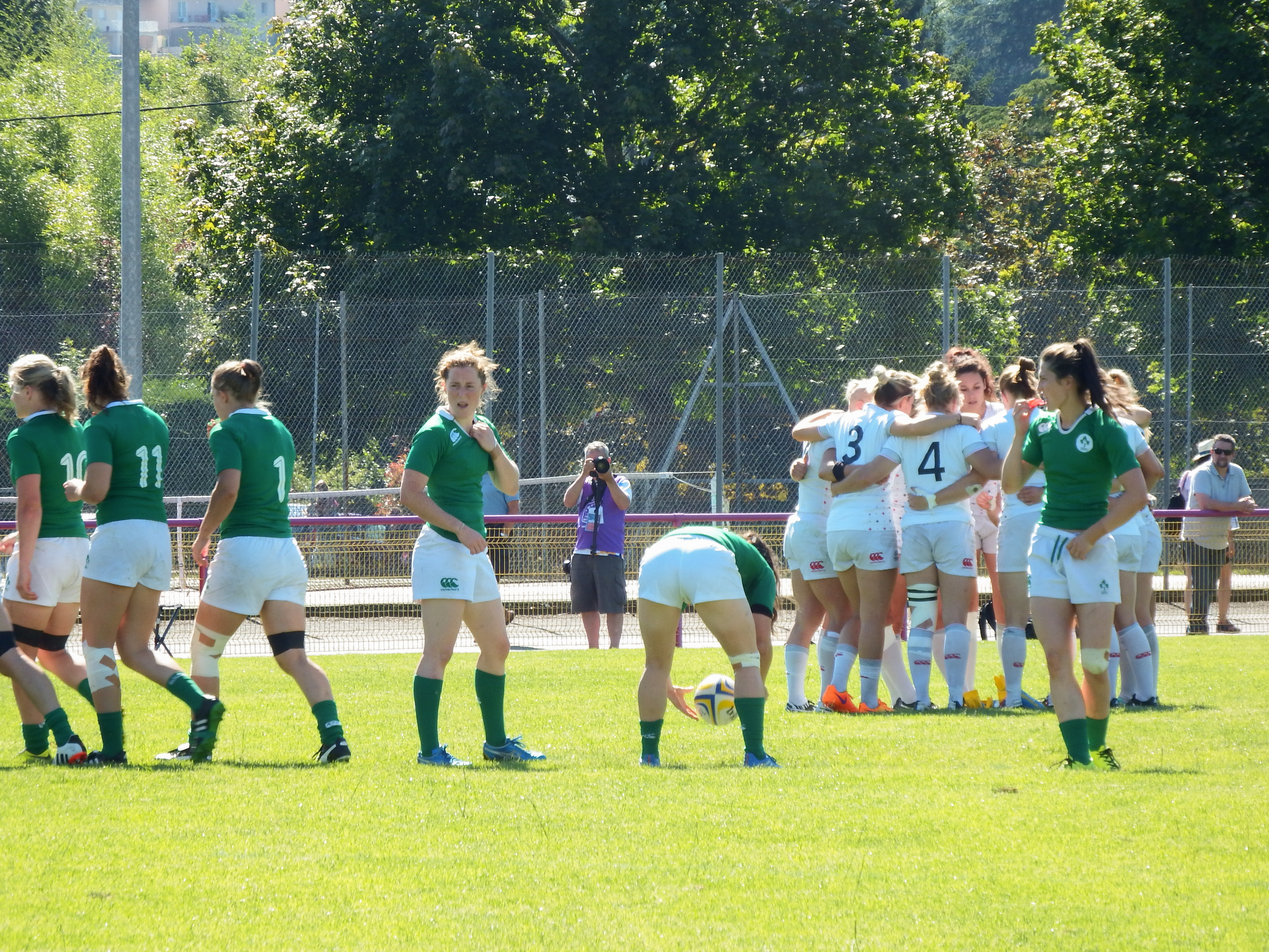
Чемпионат Европы по регби-7 среди женщин, Мальмор-сюр-Коррез,  2015 год, матч Ирландия - Англия